# Westchester (Los Angeles)

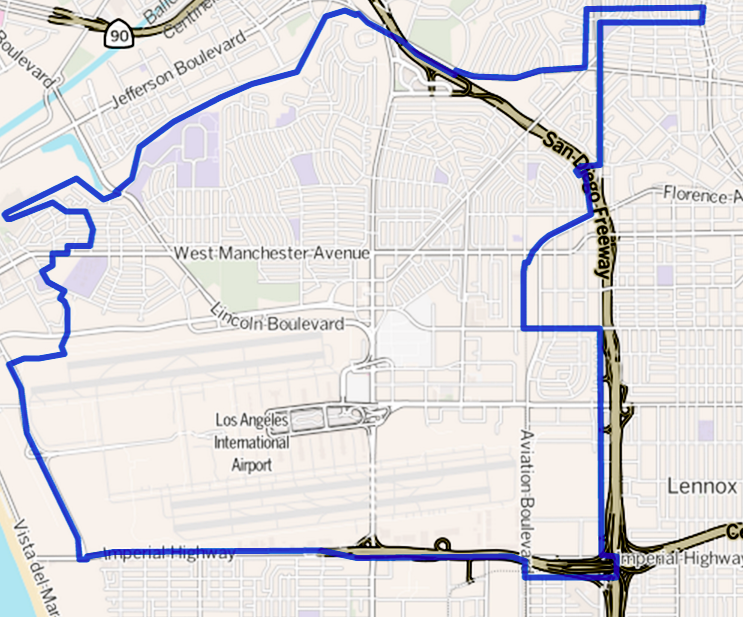
Grenzen van de wijk Westchester

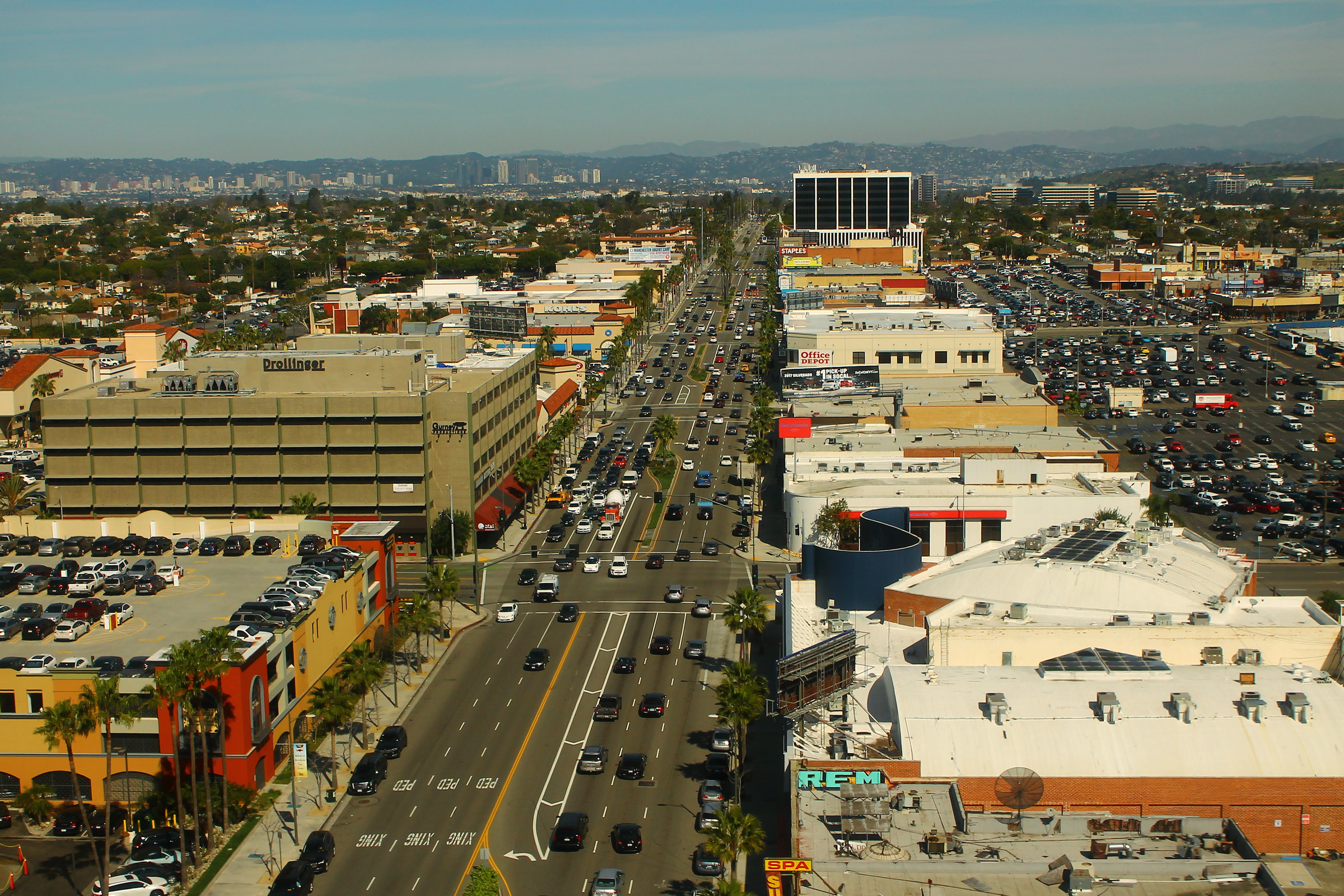
Sepulveda Boulevard, een van de verkeersaders van Westchester

Westchester is een wijk in het zuidwesten van Los Angeles. 
In de wijk liggen onder meer de luchthavensite van Los Angeles International Airport en de campus van Loyola Marymount University.
Het grootste deel van Westchester wordt begrensd door Playa Vista en Culver City in het noorden, Inglewood en Lennox in het oosten, Hawthorne in het zuidoosten, Del Aire en El Segundo in het zuiden en Playa del Rey in het westen.
Westchester begon de 20e eeuw als een agrarisch gebied, waar een grote verscheidenheid aan gewassen werd geteeld in het droge, landbouwvriendelijke klimaat. De snelle ontwikkeling van de lucht- en ruimtevaartindustrie in de buurt van Mines Field (zoals de luchthaven van Los Angeles toen bekend stond), de verhuizing van de toenmalige Loyola University naar het gebied in 1928 en de bevolkingsgroei in Los Angeles als geheel creëerden een vraag naar woningen in het gebied. Westchester werd gebouwd met de bedoeling om leden van de arbeidersklasse te huisvesten. Westchester was gastheer van het cross country-gedeelte van eventing op het paardensportevenement voor de Olympische Zomerspelen 1932 in Los Angeles.
Bij de volkstelling van 2010 telde de wijk 39.480 inwoners, wat met een oppervlakte van 28 km² een gemiddelde bevolkingsdichtheid van 1.410 inwoners/km², waarbij evenwel geen rekening wordt gehouden met de niet-bewoonde oppervlakte van de luchthaven.